# مهدی پاکدل
مهدی پاکدل (زادهٔ ۱۰ تیر ۱۳۵۹) بازیگر اهل ایران است. او برادر کوچک‌تر حسین پاکدل و مسعود پاکدل است. او فعالیتش را در سال ۱۳۷۹ با فیلم آبی آغاز کرد و با بازی در مجموعهٔ تلویزیونی اولین شب آرامش (۱۳۸۵) به شهرت رسید. او علاوه بر سینما و تلویزیون، در عرصهٔ موسیقی نیز یک آلبوم به نام در انعکاس کوچه‌های خیس (۱۳۹۴) منتشر کرده است.
وی همچنین در سال ۱۳۹۲ نخستین تجربهٔ کارگردانی و نویسندگی و طرح اولیهٔ داستان را در فردا بر عهده داشته است.

## زندگی شخصی
وی در سال ۱۳۸۹ با بهنوش طباطبایی، بازیگر سینما و تلویزیون، ازدواج کرد و در سال ۱۳۹۵ هم از یکدیگر جدا شدند. در آبان ۱۳۹۹ عاطفه رضوی با انتشار پستی در اینستاگرام ازدواج پاکدل با رعنا آزادی ور را تبریک گفت. او هم‌اکنون ساکن کانادا است. 

## آثار

### سینمایی
- تارا (۱۳۹۹) (کاوه قهرمان)
- چهارراه استانبول (۱۳۹۶) (مصطفی کیایی)
- تنگه ابوقریب (۱۳۹۶) (بهرام توکلی)
- نرگس مست (۱۳۹۵) (سید جلال‌الدین دری)
- خانه کاغذی (۱۳۹۵) (مهدی صباغ‌زاده)
- ماجرای نیمروز (۱۳۹۵) (محمدحسین مهدویان)
- بن‌بست وثوق (۱۳۹۵) (حمید کاویانی)
- محمد رسول‌الله (۱۳۹۴) (مجید مجیدی)
- گاهی (۱۳۹۴) (محمدرضا رحمانی)
- فردا (۱۳۹۲) (مهدی پاکدل و ایمان افشاریان)
- تمشک (۱۳۹۲) (سامان سالور)
- آزاد راه (۱۳۸۹) (عباس رافعی)
- بدون اجازه (۱۳۸۹) (مرتضی هرندی)
- دایره زنگی (۱۳۸۶) (پریسا بخت‌آور)
- مخمصه (۱۳۸۵) (محمدعلی سجادی)
- مصائب دوشیزه (۱۳۸۵) (مسعود اطیابی)
- شبانه (۱۳۸۴) (امید بنکدار و کیوان علیمحمدی)
- ماجراهای اینترنتی (چای نت) (۱۳۸۳) (حسین قناعت)
- ماهی‌ها عاشق می‌شوند (۱۳۸۳) (علی رفیعی)
- آبی (۱۳۷۹) (حمید لبخنده)

### تلویزیونی
- با من بمان (حمید لبخنده، ۱۳۸۱)
- تله‌فیلم یک روز معمولی (حسن فتحی، ۱۳۸۲)
- مروارید سرخ (شاپور قریب و مسعود رسام، ۱۳۸۳)
- خاموشی دریا (حسین عاطفی، ۱۳۸۴)
- اولین شب آرامش (احمد امینی، ۱۳۸۴)
- ما چند نفر (فیاض موسوی، ۱۳۸۵)
- بی‌گناهان (احمد امینی، ۱۳۸۶)
- تله‌فیلم گزارش یک اعدام (ابراهیم شیبانی، ۱۳۸۶)
- تله‌فیلم استخوان (فرهاد علیزاده آهی، ۱۳۸۶)
- ضامن (منوچهر هادی، ۱۳۸۶)
- تله‌فیلم دوباره بهار (راما قویدل، ۱۳۸۷)
- شب می‌گذرد (راما قویدل، ۱۳۸۷)
- گمشده (راما قویدل، ۱۳۸۸)
- تله‌فیلم عزیزی که ناپدید شد (منوچهر هادی، ۱۳۸۸)
- تله‌فیلم هویت (مسعود فروتن، ۱۳۸۹)
- ستایش (سعید سلطانی، ۱۳۸۹)
- کیمیا (جواد افشار، ۱۳۹۴)

### شبکه نمایش خانگی
- شام ایرانی (بیژن بیرنگ، ۱۳۹۰)
- وقت خواب (۱۳۹۵)
- هم گناه (مصطفی کیایی، ۱۳۹۸)
- جیران (حسن فتحی، ۱۴۰۰)
- آمستردام (مسعود قراگزلو، ۱۴۰۰)
- فوتبال ۳۶۰ (عادل فردوسی‌پور، ۱۴۰۳)
- کنکل (رامتین لوافی‌پور، ۱۴۰۴)[۹]

### تئاتر
- جنبش انفیه در کلکته (سیروس شاملو، ۱۳۷۶)
- ریچارد سوم (داوود رشیدی، ۱۳۷۸)
- سیاها (حامد محمد طاهری، ۱۳۷۸)
- بعد از مگریت (مریم مجد، ۱۳۷۹)
- دیر راهبان (فرهاد مهندس‌پور، ۱۳۸۰)
- پای دیوار بزرگ شهر (حسن معجونی، ۱۳۸۱)
- قهوه تلخ (شبنم طلوعی، ۱۳۸۲)
- روی زمین (افروز فروزند، ۱۳۸۲)
- بی شیر و شکر (مهرداد ضیایی و حمید امجد، ۱۳۸۳)
- همسایه آقا (حسین کیانی، ۱۳۸۵)
- می‌خوام بخوابم (رضا گوران، ۱۳۸۶)
- یرما (رضا گوران، ۱۳۸۶)
- ماچیسمو (محمد یعقوبی، ۱۳۸۷)
- خشکسالی و دروغ (محمد یعقوبی، ۱۳۸۸)
- اهل قبور (حسین کیانی، ۱۳۸۸)
- داستان یک پلکان (رضا گوران، ۱۳۸۸)
- نوشتن در تاریکی (محمد یعقوبی، ۱۳۸۹)
- حضرت والا (حسین پاکدل، ۱۳۸۹)
- برهان (محمد یعقوبی، ۱۳۹۱)
- امر ملوکانه (حسین پاکدل، ۱۳۹۴)
- کارگردانی نمایش «جنایت و مکافات»، تهران، عمارت مسعودیه ۱۳۹۴
- کنسرت نمایش سی (علی اصغر دشتی، ۱۳۹۶)
- وقتی کبوترها ناپدید شدند (هستی حسینی، ۱۳۹۸)
- پدر (رضا احمدی، ۱۳۹۸)
- مادر (رضا احمدی، ۱۳۹۸)
- ترور (ابراهیم امینی، ۱۴۰۳)